# Виноградова Діана Олександрівна
Виноградова (Камлюк) Діана Олександрівна — (нар. 26 грудня 1985, м. Хмельницький, Хмельницька область, Україна)-українська політична активістка, ветеран, націоналіст та офіційний речник Добровольчого Українського Корпусу «Правий сектор». З 2008 по 2012 рік відбувала покарання за співучасть у злочині.

## Біографія
Народилась в місті Хмельницький 26 грудня 1985 року в родині інженерів. Середню освіту здобула у НВК № 10, рано почала працювати та змінила багато професій: візажист, пірсингіст, модельєр, декоратор.
З раннього віку почала цікавитися творчістю. З 16 років стала прихильницею ідей українського націоналізму. Брала активну участь у «Помаранчевій революції» 2004 року. Пізніше займалась вуличним активізмом.
Брала активну участь у подіях Революції гідності, була учасницею Боїв на Грушевського, в сутичці на вулиці Інститутській отримала хімічний опік легень. Була одним з творців Національно-Визвольного Руху «Правий сектор».
Після інтервенції російських військ в Україну, Діана Виноградова виконувала поставлені перед нею задачі по налагодженню навчального центру «Правого Сектору» «Десна». Згодом відправилась на Схід. Перебувала у 5 батальйоні Добровольчого Українського Корпусу «Правий сектор» на посаді штурмовика. У с. Піски отримала важку контузію, через що була змушена повернутись до Києва, де продовжила громадсько-політичну діяльність.
Багато часу в Правому секторі приділяла патріотичному вихованню молоді. Один з організаторів дитячого патріотичного табору «Командос».Очолила Ветеранську службу ДУК ПС.
З 2017 року є офіційним речником Добровольчого Українського корпусу «Правий сектор».
В січні 2019 року була делегована командиром ДУК ПС представляти інтереси бійців-добровольців в Міністерство ветеранів. Завдячуючи кропіткій роботі багато добровольців-дуківців змогли отримати статус учасника бойових дій.
Після вторгнення Росії в Україну 24 лютого 2022 року брала участь у обороні Києва разом з бійцями ДУК ПС. Продовжує нести службу на фронтах російсько-української війни.

## Творчість
Діана Виноградова активно займається творчістю. На її вірші було написано декілька пісень гурту «Сокира Перуна».
Видавала свою поезію в творчому проекті поетів-бійців «Голос крові» та «Голос Барикад та бліндажів». Є одним із організаторів концертів «Сталевий Промінь Волі» та фестивалю «Повстанець». Проводила всеукраїнський тур виставок власних картин «Буремна Україна».